# RS-839
Pour les articles homonymes, voir Route 839.
La RS-839 est une route locale du Nord-Ouest de l'État du Rio Grande do Sul reliant la RS-165 au district de vila São Francisco de la municipalité de Cerro Largo. Elle est longue de 3 km.